# Namíbiai labdarúgó-szövetség
A namíbiai labdarúgó-szövetség (rövidítve: NFA) Namíbia nemzeti labdarúgó-szövetsége. A szervezetet 1990-ben alapították, 1992-ben csatlakozott a Nemzetközi Labdarúgó-szövetséghez, valamint az Afrikai Labdarúgó-szövetséghez. A szövetség szervezi a Namíbiai labdarúgó-bajnokságot. Működteti a férfi valamint a női labdarúgó-válogatottat.